# University-Mount Wellington
University-Mount Wellington es un club de fútbol de la ciudad de Auckland, Nueva Zelanda. Aunque actualmente no posee un equipo de fútbol mayor, tiene varias escuadras en categorías menores. Es el club con más títulos de la historia futbolística neozelandesa.

## Historia
Tuvo sus mejores momentos en las décadas de 1970 y 1980. Ganó siete veces la Copa Chatham y la Liga Nacional de Nueva Zelanda en seis ocasiones. Inclusive llegó a ser subcampeón en el Campeonato de Clubes de Oceanía 1987, perdiendo la final por penales. A pesar de los grandes logros del club, actualmente no posee un equipo de fútbol mayor.

## Palmarés
- Liga Nacional de Nueva Zelanda (6): 1972, 1974, 1979, 1980, 1982 y 1986.
- Copa Chatham (7): 1973, 1980, 1982, 1983, 1990, 2001 y 2003.
- NZFA Challenge Trophy (3): 1980, 1981 y 1983.
- Northern League (4): 1968, 1969, 1983 y 1997.